# Tupolev TB-1
O Tupolev TB-1 (nome de desenvolvimento ANT-4) foi um bombardeiro pesado soviético, um monoplano angular que serviu como a espinha dorsal da força de bombardeiros soviéticos por muitos anos, e foi o primeiro grande avião todo em metal construído na União Soviética.

## Projeto e Desenvolvimento
Em 1924, a Força Aérea Soviética instruído o TsAGI, (Центральный аэрогидродинамический институт (ЦАГИ) - Tsentralniy Aerogidrodinamicheskiy Institut ou Instituto Central Aerodinâmico) para projetar um bombardeiro pesado. TsAGI deu a tarefa à divisão liderada por Andrei Tupolev. A equipe de Tupolev projetou um bimotor todo em metal monoplano coberto com duralumínio ondulado, alimentado por dois motores Napier Lion, nasceu assim o ANT-4. O primeiro protótipo foi construído durante 1925 no segundo andar da fábrica da Tupolev, em Moscou, e foi necessário derrubar uma parede da fábrica para retirar o avião em partes. Depois de remontagem em Moscou no Aeródromo Khodynka, ele voou em 26 de novembro de 1925. O teste foi bem sucedido, e decidiu-se colocar o ANT-4 em produção como o TB-1. A produção foi adiada, no entanto, por falta de alumínio, e pela necessidade de encontrar um substituto para os motores Napier Lion, que eram caros e importados, esse substituto foi o alemão BMW VI (e mais tarde pela licença de construção soviética, o Mikulin M-17). A produção finalmente começou na antiga fábrica da Junkers em Fili, 216 seguindo os dois protótipos, produzido até 1932.

## História Operacional

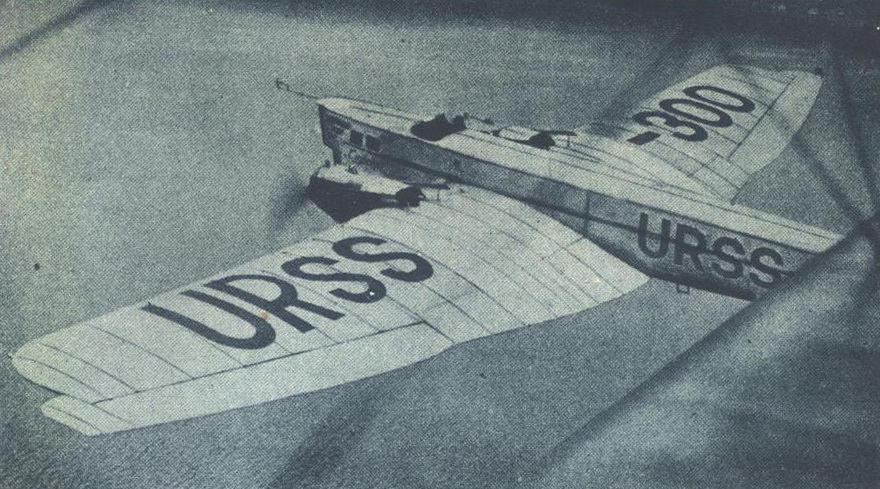
Strana Sovyetov durante o voo de Moscou a Nova York, 1929

A primeira aeronave de produção foi concluída como aeronaves civis desarmados, chamado Strana Sovyetov (País dos Sovietes) para um voo de propaganda de Moscou a Nova Iorque, tendo um curso para o leste através da Sibéria , chegando ao seu destino no dia 3 de novembro de voar 21,242 km (13,194 km) em 137 horas de voo. O TB-1 se tornou o primeiro bombardeiro das Força Aérea Soviética padrão pesado, também estão sendo equipadas com flutuadores para uso como um bombardeiro torpedeiro (TB-1P), e para operações de levantamento aéreo e resgate. Ele também foi amplamente utilizado para fins experimentais, sendo a primeira nave-mãe usada no Projeto Zveno, carregando dois caça Tupolev I-4 sobre as asas da aeronave. O TB-1 foi substituído como um bombardeiro pesado pelo semelhante, mas muito maior, de quatro motores Tupolev TB-3, e muitos após essa substituição foi convertido para cargueiro civil (designados G-1) para uso por Aeroflot e Avia Arktika, divisão polar da Aeroflot. Um modelo da Avia Artika, pilotado por Anatoly Liapidevsky desempenhou um papel fundamental no resgate da tripulação do navio a vapor Chelyuskin, que afundou em 12 de fevereiro de 1934 depois de ter sido preso no gelo perto do Estreito de Bering. Liapidevsky foi agraciado com o título de Herói da União Soviética. L-1s continaram em serviço na Avia Arktika até 1948.